# کریم‌بیگ مهماندارف
کریم‌بیگ مهماندارف (ترکی آذربایجانی: Əbdül Kərim bəy Mirzə Mustafa bəy oğlu Mehmandarov; ۲ دسامبر ۱۸۵۴ – ۲۰ دسامبر ۱۹۲۹) یک پزشک نام‌آور آذربایجانی در دوره‌های امپراتوری روسیه، جمهوری خلق آذربایجان و شوروی بود. وی از اولین دانش آموختگان آذربایجانی «آکادمی جراحی پزشکی» سن پترزبورگ، یکی از رهبران تشکل آموزشی «نشر معارف» در شوشی، بنیانگذار اولین مدرسه دخترانه روسی- آذربایجانی در شوشی بود.

## اوایل زندگی
کریم‌بیگ مهماندارف در خانواده نخبه مهماندارف‌ها زاده شد. پدرش «میرزا مصطفی»، افسر ارتش امپراتوری روسیه بود. پدربزرگش «میرزا علی» مسئول استقبال و پذیرایی از مهمانان حکومتی و مهم ابراهیم خلیل جوانشیر بود.
کریم‌بیگ مهماندارف در سال ۱۸۷۲ از مدرسه ای در شهر باکو فارغ‌التحصیل شد. وی دانش‌آموخته آکادمی جراحی پزشکی سن پترزبورگ در سال ۱۸۷۷ بود. در جریان جنگ‌های روسیه و عثمانی در بیمارستانی نظامی مشغول به کار شد و خدمات زیادی در مقابله با شیوع بیماری دیفتری در استان پولتاوا از خود نشان داد. سپس به عنوان پزشک در هنگ ۱۶۲ آخالتسیخه خدمت کرد. پس از برگشت به آذربایجان در سال ۱۸۸۳، به شغل خود ادامه داد.

## فعالیت سیاسی
کریم‌بیگ مهماندارف به ریاست کمیته محلی سازمان مخفی «دفاعی» آذربایجان در شوشی انتخاب شد. چندین افسر روس همچون «لونیاکین»، دادستان شوشی، «بانّیکف»، رئیس اداره پلیس «یولیزابتبل» (گنجه کنونی) و «فلینسکی»، رئیس اداره پلیس شهرستان ترتر به دستور مستقیم وی کشته شدند. کریم‌بیگ مهماندارف در سال ۱۹۲۹ در شهر شوشی درگذشت.

## خانواده
با وجود اینکه کریم‌بیگ مهماندارف با دختری اهل سن پترزبورگ به اسم «آلکساندرا دوگانوا» رابطه عاشقانه ای داشت، در سال ۱۸۸۴ به‌طور رسمی با «زری قاچار»، یکی از دختران بهمن میرزا ازدواج کرد که حاصل آن ۷ فرزند از جمله ۳ پسر و ۴ دختر بود.

## میراث
بیمارستان مرکزی و یک خیابان در شهر شوشی جمهوری آذربایجان وامدار اسم کریم‌بیگ مهماندارف است.